# Champagne-en-Valromey
Champagne-en-Valromey ist eine französische Gemeinde im Département Ain in der Region Auvergne-Rhône-Alpes. Sie gehört zum Kanton Plateau d’Hauteville im Arrondissement Belley.

## Geographie
Champagne-en-Valromey liegt auf 530 m, etwa 17 Kilometer nördlich der Stadt Belley und 48 Kilometer südöstlich der Präfektur Bourg-en-Bresse (Luftlinie). Das Dorf erstreckt sich im südöstlichen Bugey, an aussichtsreicher Lage auf einem nach Süden geneigten Plateau in der Senke des Valromey, zwischen den Höhenzügen des Planachat im Westen und des Grand Colombier im Osten.
Die Fläche des 18,16 km² großen Gemeindegebiets umfasst einen Abschnitt des Valromey. Das Valromey bildet eine breite Senke zwischen zwei hohen Jurakämmen. In diese Senke sind die Flüsse Séran (bildet auf weite Strecken die westliche Gemeindegrenze) und Arvière (östliche Gemeindegrenze) eingetieft. Zwischen den in Nord-Süd-Richtung verlaufenden Tälern erhebt sich das Plateau von Champagne, das durchschnittlich auf rund 550 m liegt. Es wird wiederum untergliedert durch die Erosionstäler verschiedener kurzer Seitenbäche von Séran und Arvière. Nach Norden steigt das offene, landwirtschaftlich genutzte Plateau allmählich an. Oberhalb von Chemillieu wird mit 746 m die höchste Erhebung von Champagne-en-Valromey erreicht.
Zu Champagne-en-Valromey gehören neben dem eigentlichen Ort auch verschiedene Dörfer, Weiler und Gehöfte, nämlich (von Süden nach Norden):
- Charron (520 m) auf dem Plateau von Champagne
- Muzin (580 m) auf dem Plateau westlich des Taleinschnitts der Arvière
- Chassonod (600 m) auf dem Plateau westlich des Taleinschnitts der Arvière
- Passin (530 m) auf einem Geländevorsprung zwischen Séran und einem Seitenbach
- Les Granges (545 m) auf einem Geländevorsprung östlich des Séran
- Ossy (570 m) am östlichen Talhang des Séran
- Poisieu (615 m) auf dem Plateau westlich des Taleinschnitts der Arvière
- Lilignod (620 m) im Zentrum der Senke des Valromey
- Chemillieu (720 m) auf einem Hochplateau am Fuß des Höhenzuges des Grand Colombier

Nachbargemeinden von Champagne-en-Valromey sind Haut-Valromey im Norden, Brénaz, Lochieu und Virieu-le-Petit im Osten, Valromey-sur-Séran im Süden sowie Belmont-Luthézieu, Sutrieu und Lompnieu im Westen.

## Geschichte
Das Gemeindegebiet von Champagne-en-Valromey war bereits während der Römerzeit besiedelt, was anhand verschiedener Funde, darunter Mauerfundamente eines Landhauses bei Ossy, nachgewiesen werden konnte.
Erstmals urkundlich erwähnt wurde Champagne im 11. Jahrhundert. Es war seit dem 12. Jahrhundert Standort eines kleinen Priorates und bildete eine eigene Herrschaft, die unter der Oberhoheit der Grafen von Savoyen stand. Mit dem Vertrag von Lyon gelangte das Dorf im Jahr 1601 an Frankreich. Zur besseren Unterscheidbarkeit von anderen Gemeinden desselben Namens wurde Champagne 1956 offiziell in Champagne-en-Valromey umbenannt. Mit Wirkung auf den 1. Januar 1973 fusionierten die vorher selbständigen Gemeinden Passin und Lilignod mit Champagne-en-Valromey.

## Bevölkerung
Mit 826 Einwohnern (Stand 1. Januar 2022) gehört Champagne-en-Valromey zu den kleinen Gemeinden des Départements Ain. Nachdem die Einwohnerzahl in der ersten Hälfte des 20. Jahrhunderts deutlich abgenommen hatte, wurden seit Beginn der 1960er Jahre nur noch geringe Schwankungen der Bevölkerungszahl verzeichnet. Die Ortsbewohner von Champagne-en-Valromey heißen auf Französisch Champenois(es).
| Jahr                       | 1962 | 1968 | 1975 | 1982 | 1990 | 1999 | 2009 | 2020 |
| Einwohner                  | 442  | 497  | 687  | 714  | 667  | 674  | 766  | 822  |
| Quellen: Cassini und INSEE |      |      |      |      |      |      |      |      |

## Sehenswürdigkeiten
Die Pfarrkirche Saint-Symphorien in Champagne-en-Valromey wurde 1872 bis 1876 neu erbaut. Im alten Ortskern sind zahlreiche charakteristische Häuser aus dem 17. bis 19. Jahrhundert erhalten. Ursprünglich auf einen romanischen Bau geht die Kirche Saint-Maurice in Passin zurück; Chor und Vorhalle sind in gotischen Stilformen gestaltet. Ebenfalls aus gotischer Zeit stammt die Kapelle in Lilignod, während das Schiff im 17. Jahrhundert neu erbaut wurde. Im Weiler Poisieu gehören ein mittelalterlicher Brunnen, ein Calvaire aus dem 12. Jahrhundert und ein Backhaus zu den Sehenswürdigkeiten.

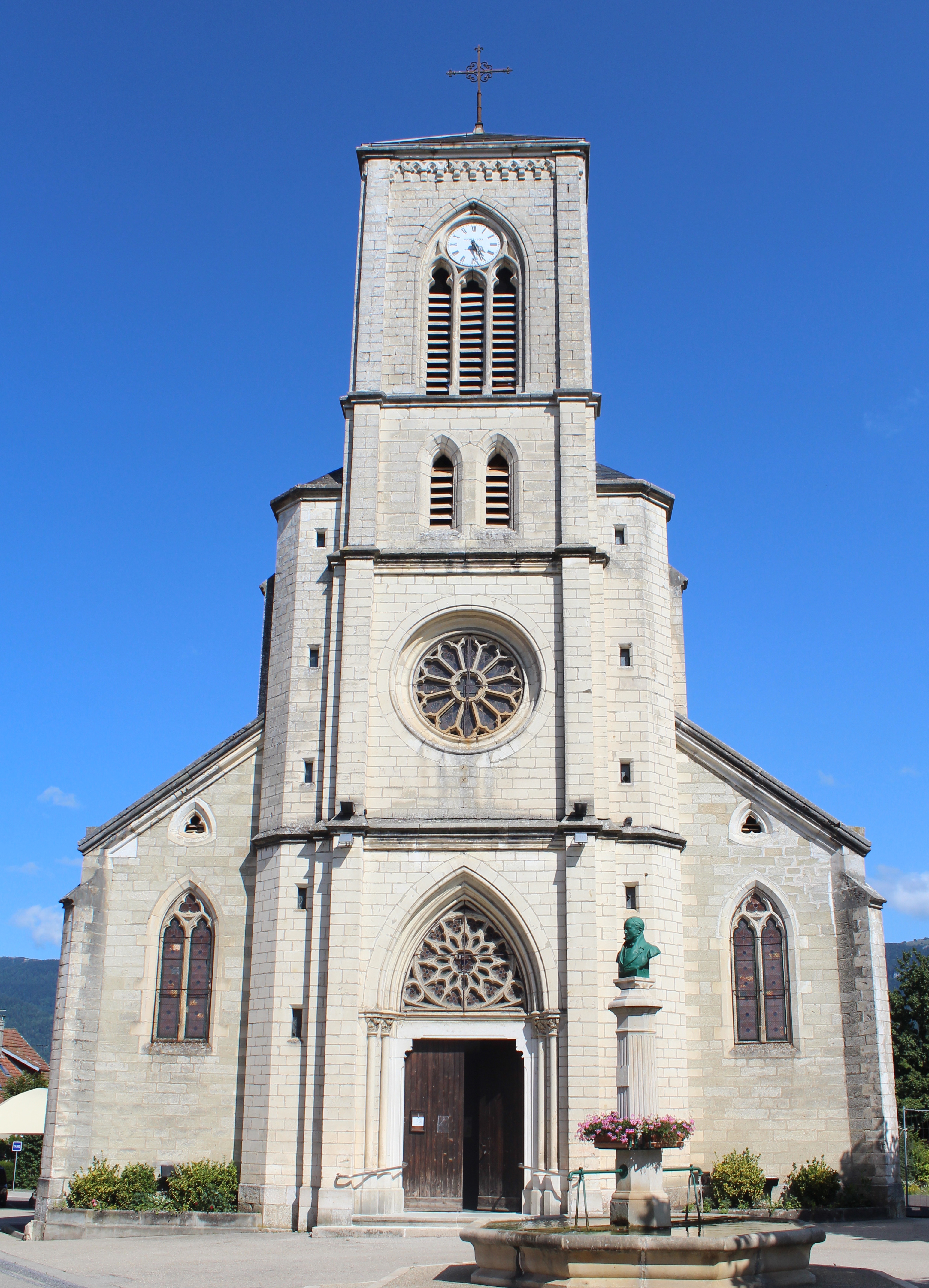
Kirche Saint-Symphorien
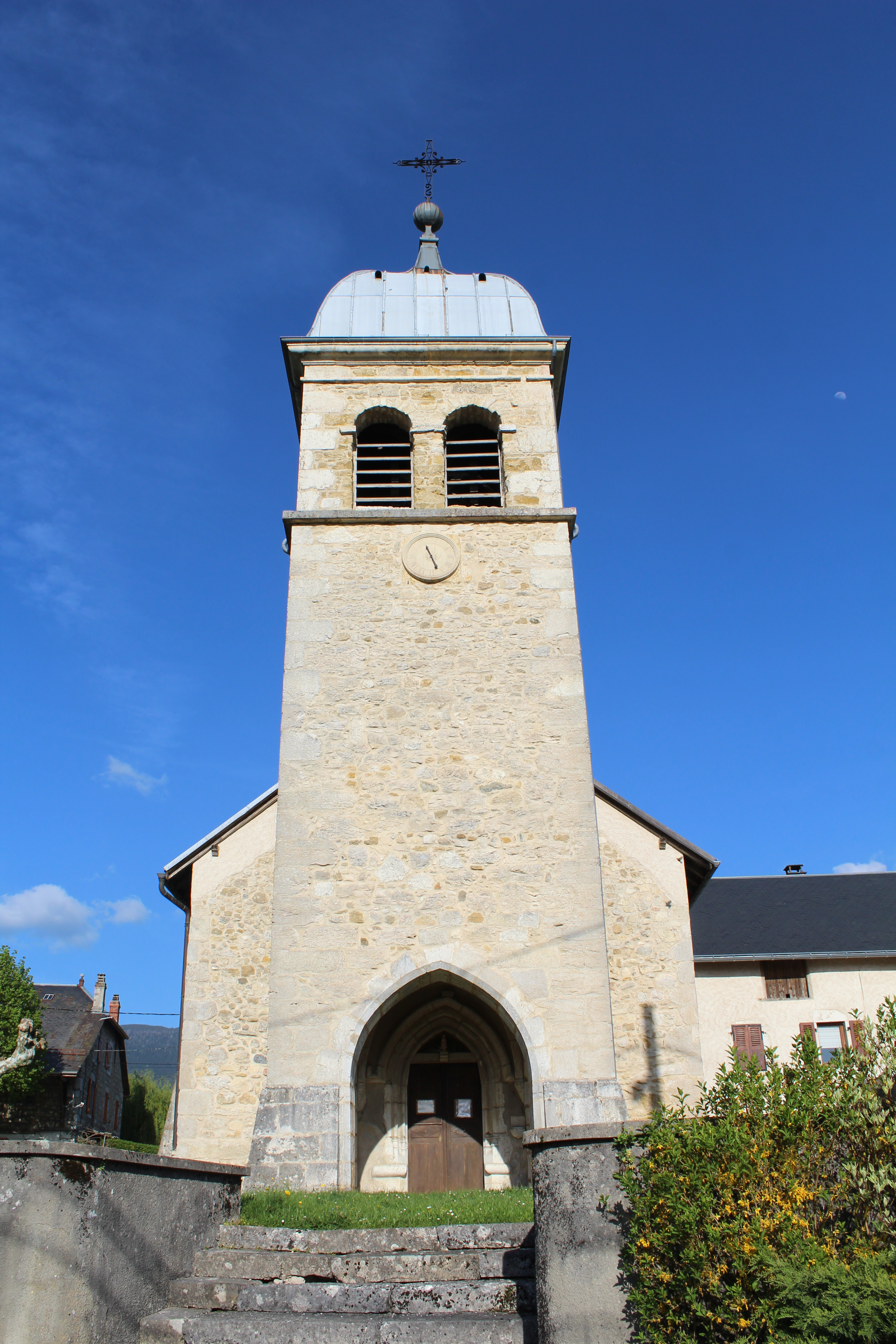
Kirche Saint-Maurice im Ortsteil Passin
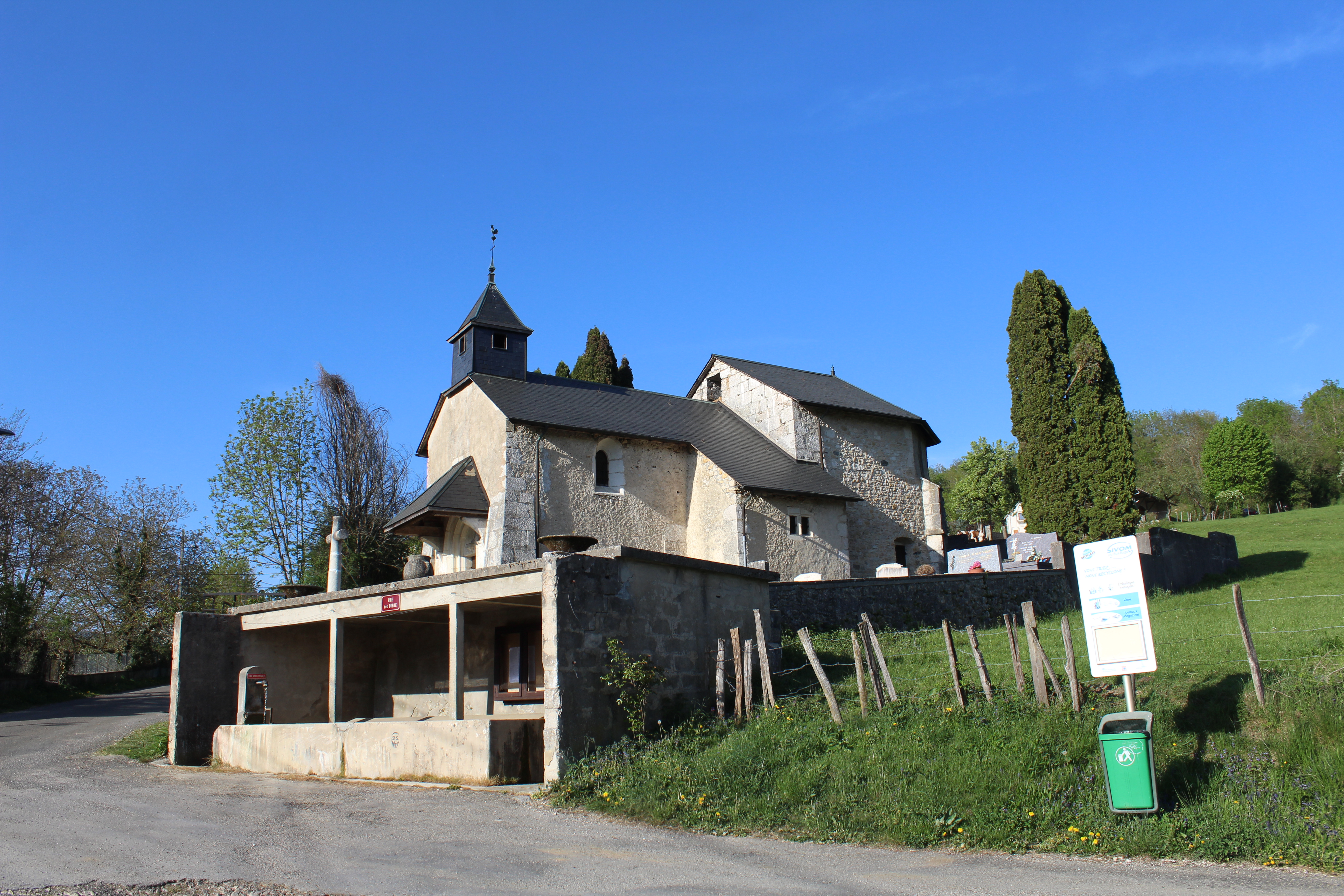
Kapelle im Ortsteil Lilignod
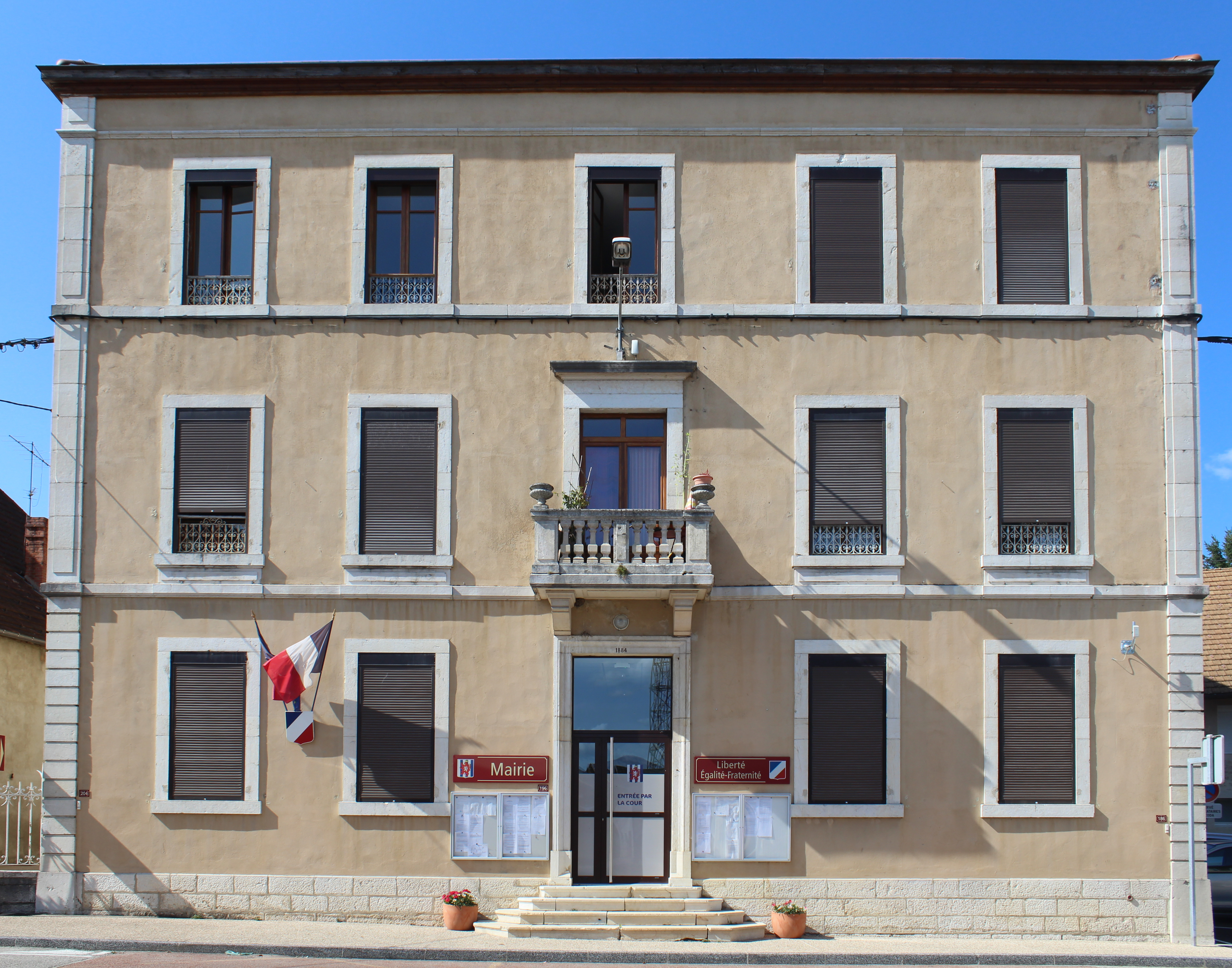
Rathaus (mairie)
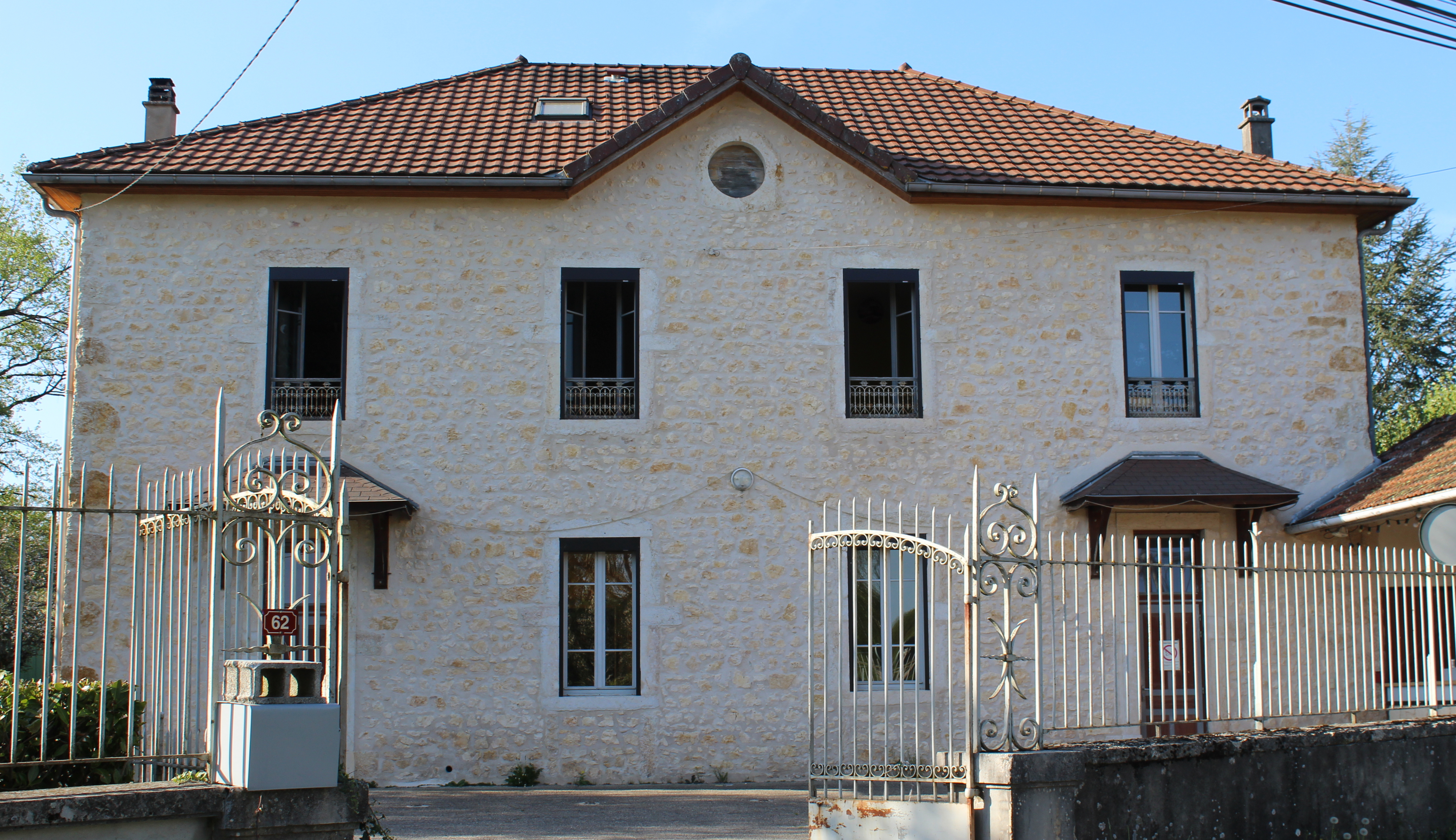
Ehemaliges Rathaus von Passin
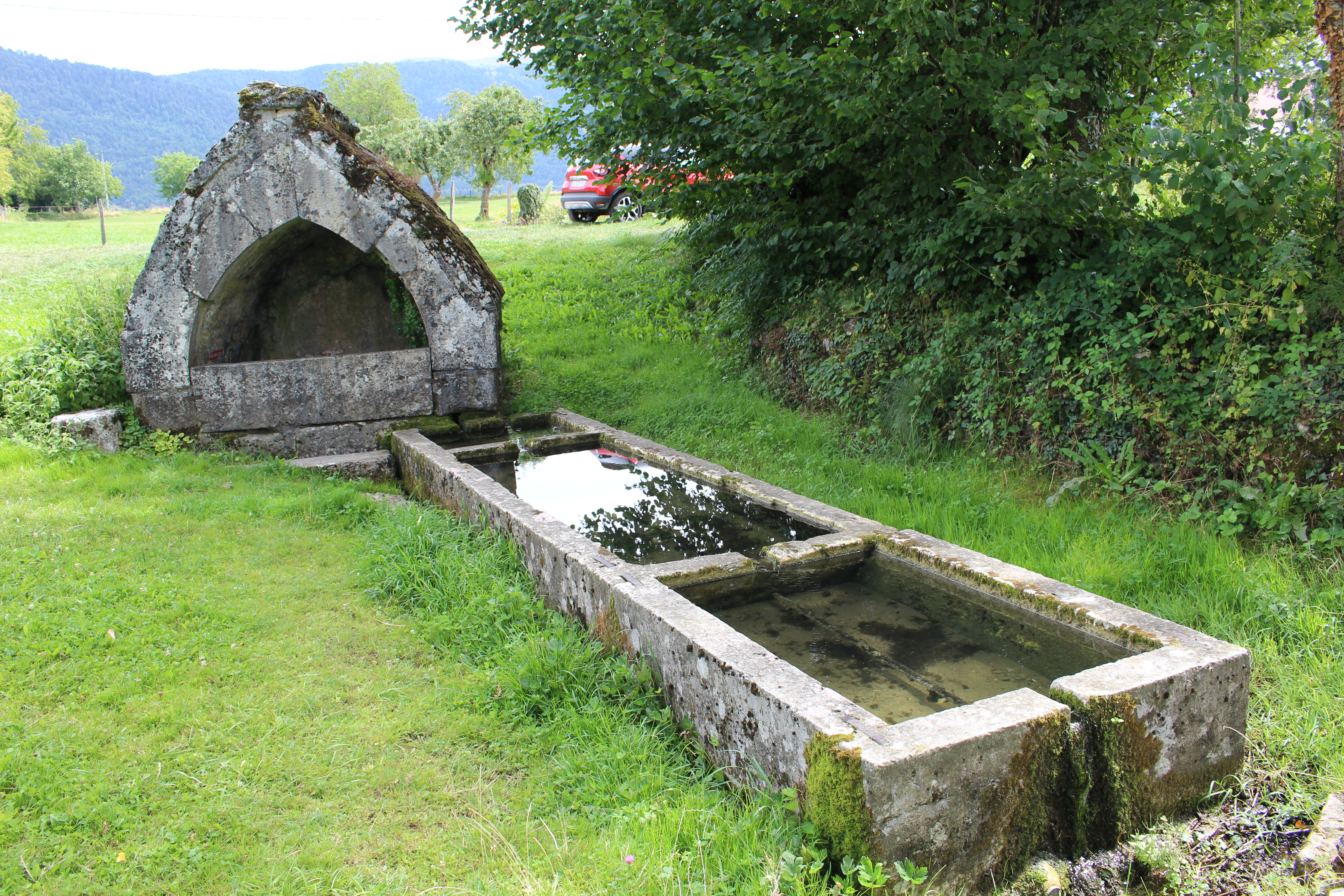
Mittelalterlicher Brunnen im Ortsteil Poisieu
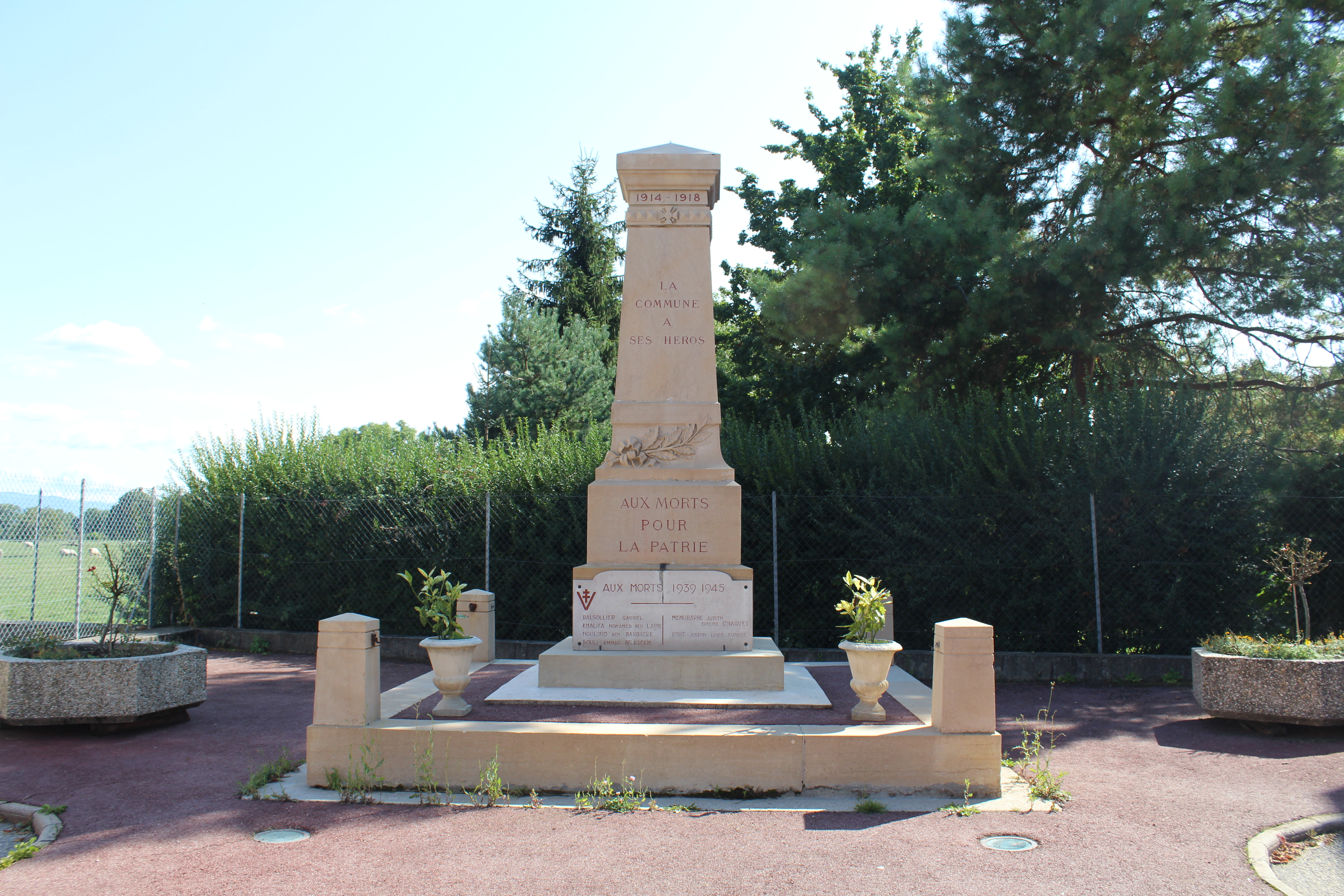
Gefallenendenkmal

## Wirtschaft und Infrastruktur
Champagne-en-Valromey war bis weit ins 20. Jahrhundert hinein ein vorwiegend durch die Landwirtschaft geprägtes Dorf. Daneben gibt es heute einige Betriebe des lokalen Kleingewerbes. Mittlerweile hat sich das Dorf dank der Lage auch zu einer Wohngemeinde gewandelt. Viele Erwerbstätige sind Pendler, die in den größeren Ortschaften der Umgebung ihrer Arbeit nachgehen.
Die Ortschaft liegt abseits der größeren Durchgangsstraßen. Die Hauptzufahrt erfolgt von Artemare, weitere Straßenverbindungen bestehen mit Belmont-Luthézieu, Sutrieu, Brénaz und Virieu-le-Petit.
In Champagne-en-Valromey befinden sich eine staatliche Grundschule (école primaire) mit eingegliederten Vorschulklassen.